# Stlengis misakia
Stlengis misakia és una espècie de peix pertanyent a la família dels còtids.

## Descripció
- Fa 8 cm de llargària màxima.[5][6]

## Depredadors
Al Japó és depredat per Synagrops japonicus.

## Hàbitat
És un peix marí, demersal i de clima temperat que viu fins als 200 m de fondària.

## Distribució geogràfica
Es troba al Pacífic nord-occidental: el Japó.

## Observacions
És inofensiu per als humans.